# Fort W VIII „Łętownia”
Fort W VIII „Łętownia” – jednowałowy fort artyleryjski Twierdzy Przemyśl, o konstrukcji betonowo-murowano-ziemnej, znajdujący się w miejscowości Kuńkowce.
Zbudowany w latach 1880–1887 według projektu Antona Wernera. W latach 1892–1900 nadal modernizowany na fort ześrodkowany opancerzony główny. W 1915, po II oblężeniu Twierdzy Przemyśl wysadzono kojce w fosie. Został częściowo rozebrany w latach 1920–1930. 

## Literatura
- "Zabytki architektury i budownictwa w Polsce. Nr 33. Województwo przemyskie". Warszawa 1998, ISBN 83-86334-57-6